# Jean-Éloi Ducom
Pour les articles homonymes, voir Ducom.
Jean-Éloi Ducom, né à Lesperon le 16 mai 1854 et mort à Mont-de-Marsan le 14 décembre 1944, est un sculpteur français, spécialisé dans les édifices religieux et administratifs du département des Landes.

## Biographie
Jean-Éloi Ducom naît dans le village landais de Lesperon. Il a quatre ans lorsque ses parents s'établissent dans la ville de Bourges. C'est là que le jeune Jean-Eloi fait ses études au cours desquelles se révèle son talent pour le dessin. Il interrompt son cursus en raison de la défaite de la France à l'issue de la guerre franco-allemande de 1870, qu’il ne peut accepter. Il entre ainsi à 16 ans dans la clandestinité en s’engageant dans l’armée de la Loire. Là, il intervient en tant que secouriste mais perd l’œil gauche par blessure au pistolet. Au retour de la paix, il reprend ses études : il entre d'abord comme apprenti chez le sculpteur Beaufort, avant d'intégrer en 1873 la section sculpture de l'École nationale supérieure des beaux-arts de Paris. Grâce à l’appui de Victor Duruy, ancien ministre de l’instruction publique, Jean-Eloi Ducom décroche deux bourses, l’une de 300 francs/an dans les Landes, l’autre de 1200 francs/an dans le Cher. À la fin de ses études, il entreprend un tour de France, à la fois par goût des voyages et pour parfaire son étude des trésors architecturaux.
Il commence son activité professionnelle en 1876 à Mont-de-Marsan, avant que les Beaux Arts lui confient en 1878 la restauration de la cathédrale Saint-Front de Périgueux. Lorsqu’il revient à Mont-de-Marsan, le sculpteur installe son atelier d’abord rue des Cordeliers, puis rue de la Paix, face au cimetière du centre. Cette situation lui permet de sculpter des monuments funéraires en pierre et en marbre pour des notables ou des ecclésiastiques.

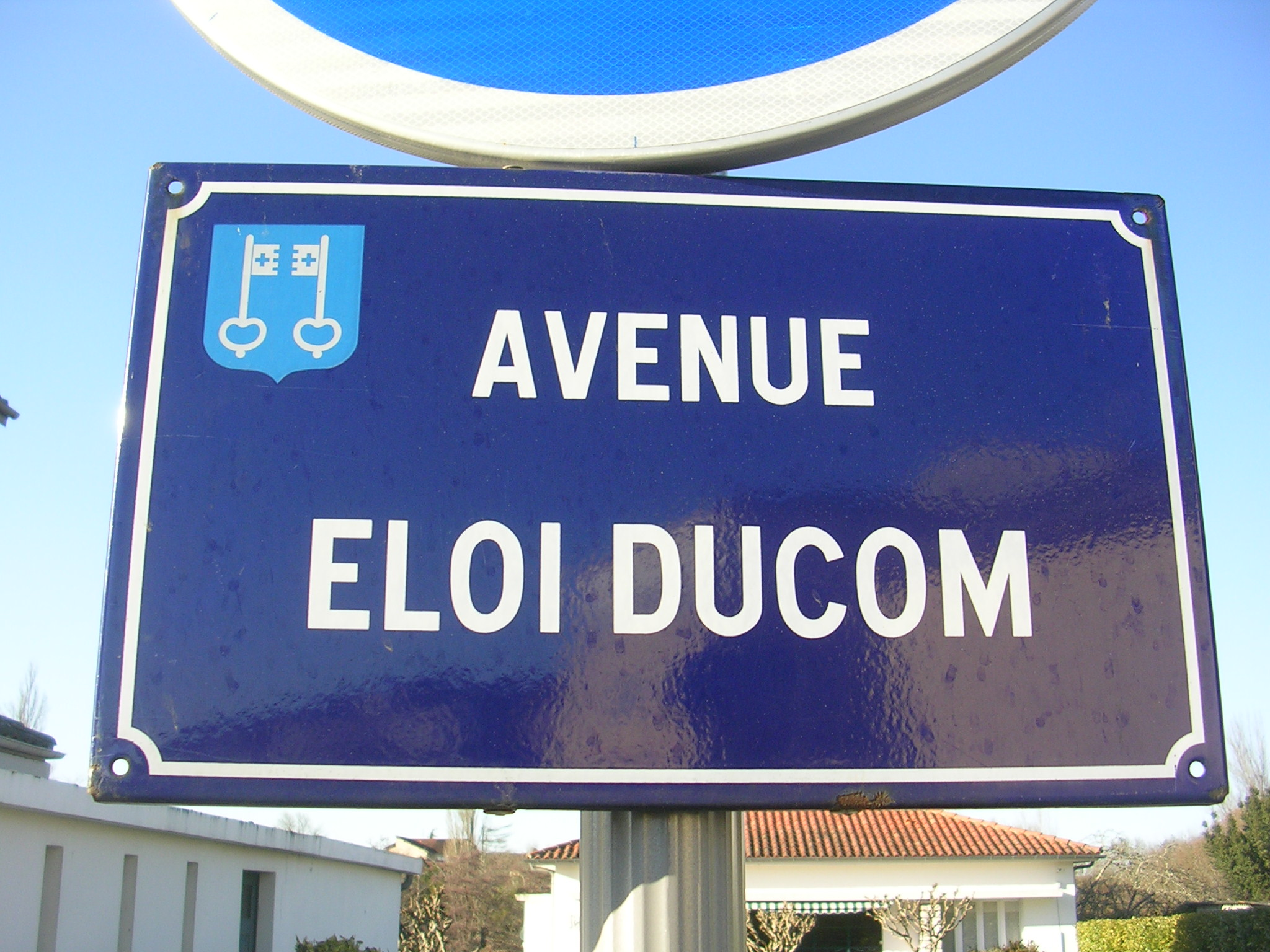
Panneau de l'avenue Éloi-Ducom à Mont-de-Marsan.

En 1887, il achève la réalisation du haut-relief de l’autel de l’église Saint-Jean-Baptiste de Benquet, inspiré par la Cène de Léonard de Vinci, ainsi que l’autel de l'église Saint-Amand de Bascons, qui représente l’Assomption. Ces travaux établissant la réputation de l'artiste, Mgr Delannoy, évêque d’Aire et de Dax, lui confie des travaux de restauration et décoration de plusieurs églises, notamment celle des chapiteaux des triforiums de l’abbatiale de Saint-Sever en 1898. Ducom intervient également sur la basilique Notre-Dame de Buglose et à l'abbaye Notre-Dame de Maylis. Il laisse à la préfecture des Landes plusieurs œuvres : sculptures de la façade de la Caisse d’Épargne, de l’hôtel de ville de Mont-de-Marsan en 1899. En 1905, il travaille sur l'église Saint-Michel de Bias, mais cette même année la loi de séparation des Églises et de l'État va marquer le début du déclin de sa carrière,,.
Les commandes des évêchés vont en effet progressivement se tarir et pendant les quarante années qui vont suivre, il ne sera plus sollicité que pour des pierres tombales, le monument aux morts de Mont-de-Marsan, où il assiste son ami Charles Despiau qui lui apporte ainsi son soutien, ceux de Saint-Pierre-du-Mont et de Benquet, des particuliers (à Geaune, Laurède, Dax et Mont-de-Marsan) et quelques œuvres secondaires.
En 1920, Eloi Ducom est âge de 66 ans. Sujet au vertige, il doit décliner la proposition de restauration de la cathédrale Notre-Dame de Reims que lui proposent les Beaux Arts. Pour subvenir aux besoins de sa femme et de ses trois enfants, il travaille de longues heures, parfois jusque tard dans la nuit, éclairé par une simple bougie fixée à l’avant de son chapeau. Mais la perte de son œil le handicape pour apprécier les volumes.
À la fin de sa vie, il dirige les cours du soir de dessin à l’école des arènes. Un de ses élèves est Pierre Lisse. Celui-ci fournira pour la chapelle Notre-Dame-du-Rugby le dessin du vitrail de La Vierge à la touche et le moule de sa statue à l’extérieur de l’édifice.
Il achève sa vie usé par le travail, les privations et dans le dénuement.

## Distinctions
Eloi Ducom est fait officier de l’Instruction Publique mais respectueux d’un académisme trop strict, il n’a pas su développer un style original et personnel.

## Hommage
Une avenue de Mont-de-Marsan porte aujourd’hui son nom.